# Glaresis celiae
Glaresis celiae es una especie de coleóptero de la familia Glaresidae.

## Distribución geográfica
Habita en Etiopía.